# Medaglia al merito militare (Grecia)
La Medaglia al merito militare (in greco Μετάλλιο Στρατιωτικής Αξίας) è una decorazione militare della Grecia, originariamente creata nel 1916 per meriti prestati in tempo di guerra. Dopo la Seconda guerra mondiale, la medaglia divenne una medaglia in tempo di pace riservata agli ufficiali. Dopo l'abolizione della monarchia greca nel 1974, il suo design fu leggermente modificato.

## Storia

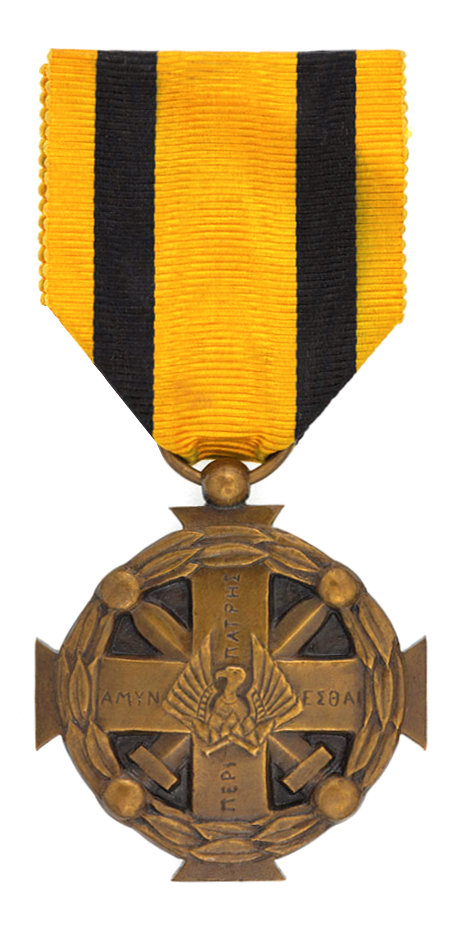
4ª classe della medaglia, versione 1917.

La medaglia fu creata come medaglia militare (Στρατιωτικόν Μετάλλιον) dal Governo di Difesa Nazionale il 28 ottobre 1916, durante lo Scisma Nazionale, e fu adottata come decorazione al merito militare a livello nazionale con regio decreto il 30 giugno 1917. La medaglia fu disegnata dallo scultore francese André Rivaud, che disegnò anche la Croce di Guerra del 1916, ed è simile alla sua versione attuale: una croce patente in rame concava con i bracci pieni, racchiusa in una corona d'alloro e con due corte spade incrociate sovrapposte. I bracci della croce recano la scritta ΑΜΥΝΕΣΘΑΙ ΠΕΡΙ ΠΑΤΡΗΣ ("Difendere la patria", una citazione di Ettore dall'Iliade). La versione del 1916 raffigurava al centro una fenice che risorge dalle sue ceneri, mentre la versione successiva al 1974 sostituisce l'emblema nazionale della Grecia. La versione del 1916 recava la scritta ΕΛΛΑΣ 1916–1917 ("Grecia 1916–1917") sul retro (sebbene alcune medaglie omettano del tutto la data o l'iscrizione), mentre la versione attuale reca la scritta ΓΙΑ ΣΤΡΑΤΙΩΤΙΚΗ ΑΞΙΑ ("Al Merito Militare").
La versione del 1916 era sospesa da un nastro giallo con due strisce nere, mentre il nastro della versione attuale presenta tre strisce uguali blu, bianco e blu, bordate di giallo. In origine la medaglia aveva quattro classi, con la terza, la seconda e la prima classe contraddistinte rispettivamente da una corona d'alloro in bronzo, argento e oro sul nastro, mentre la quarta classe era semplice.
| Medaglia militare (1917) |  |  |  |
|                          |  |  |  |
|                          |  |  |  |

| Medaglia militare (1974) |  |  |
|                          |  |  |
|                          |  |  |